# الشاعوس (لودر)

تعديل مصدري - تعديل

الشاعوس هي إحدى قرى عزلة زارة بمديرية لودر التابعة لمحافظة أبين، بلغ تعداد سكانها 76 نسمة حسب تعداد اليمن لعام 2004.